# Hellinsia inulaevorus
Hellinsia inulaevorus is een vlinder uit de familie vedermotten (Pterophoridae). De wetenschappelijke naam is voor het eerst geldig gepubliceerd in 1989 door Gibeaux.
De soort komt voor in Europa.